# Cătălin Golofca
Cătălin Gheorghiță Golofca (Suceava, 21 aprile 1990) è un calciatore rumeno, centrocampista dell'Unirea Alba Iulia.

## Carriera
Ha giocato nella prima divisione rumena.

## Palmarès

### Club

#### Competizioni nazionali
- Campionato rumeno: 1

CFR Cluj: 2019-2020
- Coppa di Romania: 1

Sepsi: 2021-2022
- Supercoppa di Romania: 1

Sepsi: 2022